# Danil Lesovoï
Danil Olegovitch Lesovoï (en russe : Даниил Олегович Лесовой) ou Danyl Olehovytch Lisovy (en ukrainien : Даниїл Олегович Лісовий) est un footballeur russo-ukrainien né le 12 janvier 1998 à Moscou. Il évolue au poste d'ailier gauche.

## Biographie

### Carrière en club

#### Formation et débuts professionnels
Né à Moscou, Danil Lesovoï déménage au cours de sa jeunesse à Prague puis à Kiev à l'âge de six ans. Il intègre par la suite le centre de formation du Dynamo Kiev où il effectue sa formation de footballeur et se démarque dans les équipes de jeunes, terminant notamment meilleur joueur du championnat ukrainien des moins de 15 ans en 2013 et intègre par la suite l'équipe réserve du club. À l'âge de 17 ans, il est cependant victime d'une rupture de ligament croisé qui l'éloigne des terrains pendant près d'un an.
Au mois de novembre 2016, il quitte le Dynamo Kiev pour rallier la Russie et le Zénith Saint-Pétersbourg, obtenant dans la foulée la nationalité russe. Il effectue quelques mois plus tard ses débuts professionnels en deuxième division russe sous les couleurs du club-école du Zénith-2 le 18 mars 2017 face au Spartak Naltchik et devient un acteur régulier de l'équipe durant la saison 2017-2018 qui le voit marquer son premier but contre le Tom Tomsk le 28 avril 2018. Il est également appelé périodiquement au sein de l'équipe première mais n'y dispute finalement aucun match.

#### Passage à l'Arsenal Toula (2018-2020)
À l'été 2018, Lesovoï est envoyé en prêt à l'Arsenal Toula où il fait ses débuts en première division le 29 juillet 2018 contre le Dynamo Moscou avant de marquer son premier but deux semaines plus tard contre l'Akhmat Grozny le 12 août. Utilisé par la suite régulièrement durant la première partie de saison, il finit par perdre sa place à l'arrivée du nouvel entraîneur Igor Tcherevtchenko et ne joue que deux rencontres après la trêve hivernale tandis que le club termine en sixième position,.
Malgré tout, son prêt est prolongé pour l'exercice suivant durant lequel Lesovoï fait notamment ses débuts au niveau européen en jouant deux matchs de Ligue Europa face au Neftchi Bakou. Il retrouve dans la foulée une place de titulaire régulier sur l'aile gauche, jouant 27 rencontres en championnat pour trois buts marqués, étant de plus transféré définitivement à l'Arsenal au début du mois de juillet 2020.

#### Dynamo Moscou (depuis 2020)
Après six rencontres jouées au début de la saison 2020-2021, pour un doublé inscrit face au Dynamo Moscou le 22 août 2020, Lesovoï quitte l'Arsenal au début du mois de septembre pour rejoindre cette même équipe du Dynamo dans le cadre d'un contrat de cinq ans pour une indemnité estimée à un peu moins de deux millions d'euros,. Il s'y impose rapidement comme titulaire et est alors considéré comme l'un des joueurs les plus prometteurs du championnat russe.
Au début du mois d'août 2021, peu après le commencement de l'exercice 2021-2022, Lesovoï est victime d'une rupture de ligament croisé qui l'éloigne des terrains pendant près de six mois.

### Carrière internationale
Appelé à partir de 2014 au sein de la sélection ukrainienne des moins de 17 ans, Lesovoï prend alors part à la phase qualificative du championnat d'Europe des moins de 17 ans de 2015 à l'issue de laquelle l'Ukraine échoue à se qualifier.
Il change par la suite d'allégeance et porte à partir de 2018 les couleurs de la Russie avec l'équipe des moins de 20 ans puis avec la sélection espoirs avec laquelle il participe aux éliminatoires de l'Euro espoirs de 2021 qui voit la Russie finir première de son groupe et accéder à la phase finale.
Lesovoï est appelé pour la première fois avec la sélection A par Stanislav Tchertchessov au mois de novembre 2020, mais ne dispute finalement aucun match à cette occasion, en raison notamment d'un test faussement positif au Covid-19 à l'aube d'un match amical face à la Moldavie.

## Statistiques
| Saison                | Club                       | Championnat           | Championnat | Championnat | Championnat | Coupe(s) nationale(s) | Coupe(s) nationale(s) | Coupe(s) nationale(s) | Compétition(s) continentale(s) | Compétition(s) continentale(s) | Compétition(s) continentale(s) | Compétition(s) continentale(s) | Total | Total | Total |
| Saison                | Club                       | Division              | M.          | B.          | P.d.        | M.                    | B.                    | P.d.                  | Comp.                          | M.                             | B.                             | P.d.                           | M.    | B.    | P.d.  |
| 2016-2017             | Zénith-2 Saint-Pétersbourg | Pervaïa Liga          | 8           | 0           | 0           | -                     | -                     | -                     | -                              | -                              | -                              | -                              | 8     | 0     | 0     |
| 2017-2018             | Zénith-2 Saint-Pétersbourg | Pervaïa Liga          | 24          | 1           | 1           | -                     | -                     | -                     | -                              | -                              | -                              | -                              | 24    | 1     | 1     |
| Sous-total            | Sous-total                 | Sous-total            | 32          | 1           | 1           | -                     | -                     | -                     | -                              | -                              | -                              | -                              | 32    | 1     | 1     |
| 2018-2019             | Arsenal Toula (prêt)       | Premier-Liga          | 13          | 2           | 0           | 4                     | 0                     | 1                     | -                              | -                              | -                              | -                              | 17    | 2     | 1     |
| 2019-2020             | Arsenal Toula (prêt)       | Premier-Liga          | 27          | 3           | 4           | 2                     | 0                     | 0                     | C3                             | 2                              | 0                              | 0                              | 31    | 3     | 4     |
| 2020-2021             | Arsenal Toula              | Premier-Liga          | 6           | 2           | 0           | -                     | -                     | -                     | -                              | -                              | -                              | -                              | 6     | 2     | 0     |
| Sous-total            | Sous-total                 | Sous-total            | 46          | 7           | 4           | 6                     | 0                     | 1                     | -                              | 2                              | 0                              | 0                              | 54    | 7     | 5     |
| 2020-2021             | Dynamo Moscou              | Premier-Liga          | 22          | 5           | 5           | 2                     | 0                     | 0                     | C3                             | 1                              | 0                              | 1                              | 25    | 5     | 6     |
| 2021-2022             | Dynamo Moscou              | Premier-Liga          | 8           | 0           | 0           | 4                     | 0                     | 1                     | -                              | -                              | -                              | -                              | 12    | 0     | 1     |
| 2022-2023             | Dynamo Moscou              | Premier-Liga          | 13          | 0           | 0           | 9                     | 0                     | 3                     | -                              | -                              | -                              | -                              | 22    | 0     | 3     |
| 2023-2024             | Dynamo Moscou              | Premier-Liga          | 8           | 0           | 0           | 5                     | 0                     | 1                     | -                              | -                              | -                              | -                              | 13    | 0     | 1     |
| Sous-total            | Sous-total                 | Sous-total            | 51          | 5           | 5           | 20                    | 0                     | 5                     | -                              | 1                              | 0                              | 1                              | 72    | 5     | 11    |
| 2023-2024             | Maccabi Haïfa (prêt)       | Liga ha'Al            | -           | -           | -           | -                     | -                     | -                     | -                              | -                              | -                              | -                              | 0     | 0     | 0     |
| Total sur la carrière | Total sur la carrière      | Total sur la carrière | 129         | 13          | 10          | 26                    | 0                     | 6                     | -                              | 3                              | 0                              | 1                              | 158   | 13    | 17    |

## Palmarès
Dynamo Moscou
- Finaliste de la Coupe de Russie en 2022.